# ルーカス・トゥワラ
ルーカス・トゥワラ（Lucas Thwala, 1981年10月19日 - ）は、南アフリカ共和国・ネルスプロイト出身の元サッカー選手。現役時代のポジションはDF。

## 経歴
2004年よりオーランド・パイレーツFCでプレーしている。
2005年より南アフリカ代表として出場している。2010 FIFAワールドカップにも出場した。南アフリカ代表として27試合に出場、1得点をあげた。

## 所属クラブ
- 2004-2012  オーランド・パイレーツFC

→ 2012  プラティナム・スターズFC（期限付き移籍）
- 2012-2013  スーパースポート・ユナイテッドFC

## 代表歴

### 出場大会
- 南アフリカ代表
  - 2010 FIFAワールドカップ

### 試合数
- 国際Aマッチ 27試合 1得点（2005年-2010年）[1]

| 南アフリカ代表 | 国際Aマッチ | 国際Aマッチ |
| 年             | 出場        | 得点        |
| -------------- | ----------- | ----------- |
| 2005           | 5           | 0           |
| 2006           | 0           | 0           |
| 2007           | 3           | 0           |
| 2008           | 1           | 0           |
| 2009           | 7           | 0           |
| 2010           | 11          | 1           |
| 通算           | 27          | 1           |